# Manlay

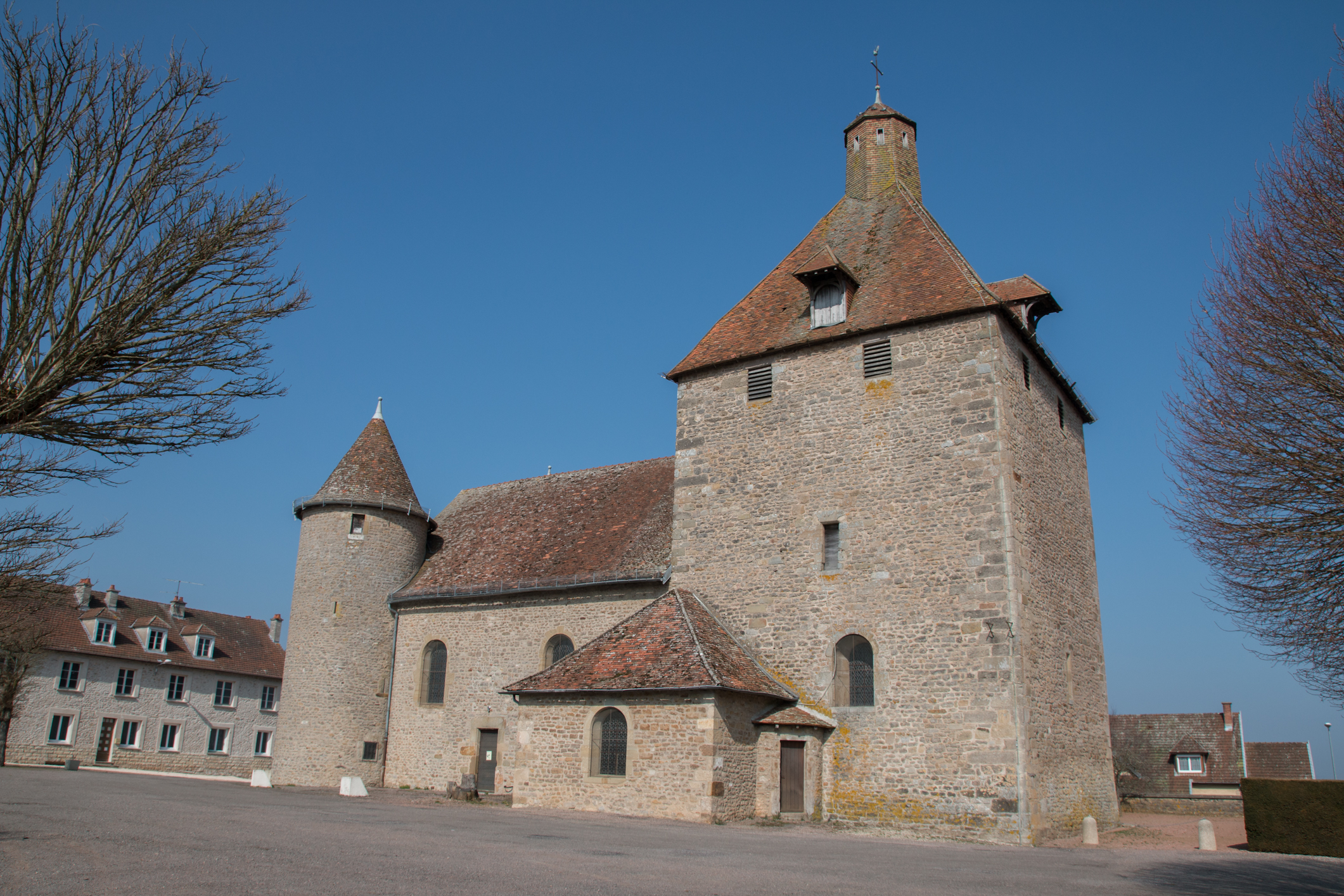
St.Laurent

Manlay is een gemeente in het Franse departement Côte-d'Or (regio Bourgogne-Franche-Comté) en telt 206 inwoners (2005). De plaats maakt deel uit van het arrondissement Beaune.

## Geografie
De oppervlakte van Manlay bedraagt 18,4 km², de bevolkingsdichtheid is 11,2 inwoners per km².
De onderstaande kaart toont de ligging van Manlay met de belangrijkste infrastructuur en aangrenzende gemeenten.

## Demografie
Onderstaande figuur toont het verloop van het inwonertal (bron: INSEE-tellingen).